# Малиновка 2-я (Тамбовская область)
Малиновка 2-я — деревня в Тамбовском районе Тамбовской области России. 
Входит в Челнавский сельсовет.

## География
Расположена на реке Челновая, в 15 км к западу от центра города Тамбова, на железной дороге Тамбов — Мичуринск — Липецк. К западу и к северу находится центр Челнавского сельсовета — село Селезни.
К востоку находится микрорайон Малиновка, входящий как эксклав в городскую черту Тамбова. С востока к этому микрорайону примыкает деревня Малиновка 1-я соседнего Комсомольского сельсовета.

## Население
| 2002 | 2010 |
| ---- | ---- |
| 265  | ↘235 |

### Национальный состав
Согласно результатам переписи 2002 года, в национальной структуре населения русские составляли 99 % от жителей.